# Fragmentos de Dois Escritores
Fragmentos de Dois Escritores é um curta-metragem do gênero documentário realizado pelo dramaturgo João Bethencourt no ano de 1968.
Com duração de 9 minutos, o filme relata o dia-a-dia do escritor e teatrólogo Nelson Rodrigues.